# Хроматометрія
Хрома́томе́трія — титриметричний метод, що застосовується для визначення відновників у кислому середовищі. 
Визначення побудоване на взаємодії стандартного розчину дихромату калію з досліджуваним відновником, внаслідок чого дихромат-іони відновлюються до катіонів Cr3+:
{\displaystyle \mathrm {Cr_{2}O_{7}^{2-}+14H^{+}+6e^{-}\longrightarrow 2Cr^{3+}+7H_{2}O} }; E0=1,33 В
Відновлення відбувається у кислому середовищі, тому цим методом можна визначати ті самі відновники, що і за методом перманганатометрії.

## Умови
На відміну від перманганатометрії, де індикатори не застосовуються, у хроматометрії використовують дифеніламін, котрий за найменшого надлишку дихромату забарвлює розчин у насичений синій колір.
Однак при визначенні іонів Fe2+ у розчині накопичуються іони Fe3+, внаслідок чого збільшується потенціал системи Fe3+{\displaystyle \mathrm {\leftrightarrows } }Fe2+ і дифеніламін окиснюється, знижуючи свою чутливість. Для запобігання цьому у розчин додають ортофосфатну кислоту, котра зв'язує іони у безбарвний комплекс [Fe(PO4)2]3-. У цьому випадку титрування проводиться із хлоридною кислотою.

## Застосування
Метод використостовується для кількісного визначення іонів Fe2+, Sn2+, деяких катіонів, що утворюють з дихроматом малорозчинні сполуки (Ba2+, Pb2+, Ag+), а також органічних сполук, які окиснюються до вуглекислого газу (наприклад, метанолу).
Метод має свої переваги:
- вихідний дихромат калію легко отримувати, перекристалізовуючи його з розчину. Виділена речовина придатна до приготування стандартних розчинів після просушування при 150 °C;
- розчин дихромату є стійким, не змінює своєї концентрації навіть при кип'ятінні, а у закритій посудині може зберігатися тривалий час;
- дихромат калію не окиснює хлорид-іони. Це дає змогу проводити титрування у присутності хлоридної кислоти.

## Стандартизація
Стандартний розчин дихромату калію зазвичай готують з чистої, перекристалізованої речовини. Наважку набирають на аналітичних вагах, переносять у мірну колбу і зважують тару, вираховуючи точну масу, що була перенесена у колбу. Наважку розчиняють у дистильованій воді, доводять нею до мітки і ретельно перемішують, отримуючи стандартний розчин.